# Andalusien-Rundfahrt 2008
Die 54. Andalusien-Rundfahrt fand vom 17. bis 21. Februar 2008 statt. Das Radrennen wurde in fünf Etappen über eine Distanz von 803 Kilometern ausgetragen.

## Etappen
| Etappe    | Tag         | Start – Ziel               | km  | Etappensieger       | Führender           |
| --------- | ----------- | -------------------------- | --- | ------------------- | ------------------- |
| 1. Etappe | 17. Februar | Benahavis – Alora          | 123 | José Antonio López  | José Antonio López  |
| 2. Etappe | 18. Februar | Torrox Costa – La Zubia    | 176 | Cadel Evans         | Clément Lhotellerie |
| 3. Etappe | 19. Februar | Otura – Jaén               | 175 | Alessandro Petacchi | Pablo Lastras       |
| 4. Etappe | 20. Februar | La Guardia de Jaén – Ecija | 174 | Alessandro Petacchi | Pablo Lastras       |
| 5. Etappe | 21. Februar | Antequera – Córdoba        | 155 | Alessandro Petacchi | Pablo Lastras       |